# Кирстейн, Линкольн
Линкольн Эдвард Кирстейн (англ. Lincoln Edward Kirstein; 4 мая 1907, Рочестер (Нью-Йорк), США — 5 января 1996, Нью-Йорк, США) — американский деятель искусства и культуры, писатель, филантроп, антрепренёр. Наиболее известен как соучредитель Нью-Йорк Сити балет. Автор книг о танце (особенно о балете) и фотографии, биографий представителей мира искусства.

## Биография

### Ранние годы
Линкольн Кирстейн родился в состоятельной еврейской семье в Рочестере, штат Нью-Йорк. Его дед со стороны отца основал оптическую компанию Эдвард Кирстейн и сыновья. Отец был совладельцем модного универсального магазина Filene’s в Бостоне. Его мать принадлежала к семье владевшей текстильной компанией Стейн-Блох. Линкольн был средним из трех детей Льюиса Кирстейна и Роуз Стейн. У него была старшая сестра Мина и младший брат Джордж. Кирстейны были англофилами, много читали, посещали балет, оперу и концерты, активно участвовали в культурных и благотворительных мероприятиях.
Кирстейн был не самым хорошим студентом и даже был вынужден сменить школу из-за неуспеваемости. После двух лет в школе Беркшир, он заявил что не желает возвращаться туда, а хотел бы закончить последний год в Лондоне, где жила Мина. На семейном совете был найден компромисс — Линкольн съездит в Лондон летом, а следующий год потратит на подготовку к вступительным экзаменам в Гарвард. В компании брата и матери он провел в Европе два месяца летом 1924 года. Там он познакомился с членами группы Блумсбери, в которой вращалась Мина, и особенно сошёлся с Джоном Кейнсом.

### Гарвард
Несмотря на упорство и усилия нанятых учителей, Линкольн провалил вступительные экзамены в Гарвард в июне 1925 года, а затем и три месяца спустя. Наконец летом 1926 года он был принят. Ему исполнилось 19, тогда как средний возраст поступающих был на два-три года меньше.
В Гарварде несколько статей Кирстейна вышло в университетском журнале The Advocate. Он хотел оживить это издание публикацией более авангардистких авторов, но его не взяли в редакционную коллегию. Тогда вместе с другом Варианом Фраем он убедил своего отца финансировать новый литературный ежеквартальный журнал Hound & Horn («Гончая и Рог», из стихотворения Эзры Паунда «Белый Олень»). Журнал издавался с 1927 по 1934 год, когда Кирстейн сосредоточился на балетном поприще. Семейное состояние помогло ему остаться на плаву во время Великой депрессии, когда многие другие небольшие журналы закрылись. Главный вклад Hound & Horn в культуру заключался в его эстетической позиции, которая делала упор на технику и объективность и впоследствии получила название «новой критики». Больше половины каждого выпуска посвящалось критическим статьям, рецензиям на книги, отзывам о событиях из мира искусства, музыки и театра, а также репродукциям картин.
В 1929 году, вместе с Эдди Варбургом и Джоном Уокером, Кирстейн основал галерею названную Гарвардское общество современного искусства. Его часто называют важнейшей вехой на пути к учреждению девять месяцев спустя Музея современного искусства, у руля которого встал друг Кирстайна Алфред Барр. Монро Уилер, один из попечителей музея, утверждал: «В чем можно не сомневаться, так это в том, что Музей современного искусства зародился в Гарварде». Почти все выставки, организованные Гарвардским обществом, будут в течение года повторены в Музее современного искусства.
По окончании Гарварда в июне 1930 года, Кирстейну вконец надоел скучный и пресный Бостон и он окончательно перебрался в Нью-Йорк.

## Краткий список произведений
- 1952 – Классический балет: базовая техника и терминология (в соавторстве с Мюриэль Стюарт), ISBN 9780394408200
- 1969 – Уильям Юджин Смит: фотографии и записки, ISBN 9780893815349
- 1970 – Танец: Краткая история классического театрального танца, ISBN 9780871270191
- 1973 – Эли Наделман, ISBN 9780871300348
- 1973 – Нью-Йорк Сити балет (с фотографиями Марты Своуп и Джорджа Платта Лайнса), ISBN 0-394-46652-7
- 1975 – Нижинский танцует, ISBN 9780394489612
- 1984 – Пол Кадмус, ISBN 0847807673
- 1984 – Четыре века балета: пятьдесят шедевров, ISBN 9780486246314
- 1987 – Поэмы Линкольна Кирстейна, ISBN 0-689-11923-2
- 1994 – Челищев, ISBN 0-942642-40-6